# Мальцев, Николай Николаевич (фрезеровщик)
Николай Николаевич Мальцев — советский хозяйственный и государственный деятель, лауреат Государственной премии СССР за выдающиеся достижения в труде.

## Биография
Родился в 1930 году в деревне Дроздовка. Член КПСС.
В 1956—1990 годах — фрезеровщик механического цеха Ижевского мотозавода.
Отличился в освоении производства сложных приборов, используемых в космических
летательных аппаратах.
За большой личный вклад в повышение качества и надёжности выпускаемого технологического оборудования был в составе коллектива удостоен Государственной премии СССР за выдающиеся достижения в труде 1986 года.
Жил в Ижевске.

## Награды
- Орден Ленина (1971)